# Třída J, K a N
Třída J, K a N byla třída torpédoborců Royal Navy z období druhé světové války. Postaveno jich bylo celkem 24 jednotek. Za druhé světové války jich bylo 13 ztraceno. Dalšími uživateli třídy byla Austrálie, Indonésie, Nizozemsko a Polsko. Konstrukce třídy J se za války stala základem pro několik dalších tříd torpédoborců, stavněných pro urychlené posílení královského námořnictva.

## Pozadí vzniku
V letech 1937–1942 bylo postaveno celkem 24 jednotek tříd J, K a N. Postaveny byly ve třech sériích po osmi kusech, přičemž jména lodí v každé sérii začínala na J, K a N. Byly to první jednokomínové britské torpédoborce od roku 1895.
Jednotky třídy J, K a N:
| Jméno                     | Loděnice                 | Založení kýlu | Spuštění na vodu   | Přijetí do služby | Status |
| ------------------------- | ------------------------ | ------------- | ------------------ | ----------------- | --- |
| Jackal (F22)              | John Brown, Clydebank    | 1937          | 25. října 1938     | duben 1939        | Dne 11. května 1942 poblíž Marsa Matruh poškozen německými Ju 88 a druhý den potopen torpédoborcem Jervis.                                                                |
| Jaguar (F34)              | Denny, Dumbarton         | 1937          | 22. listopadu 1938 | září 1939         | Dne 26. března 1942 potopen poblíž Sallumu německou ponorkou U-652. |
| Janus (F53)               | Swan Hunter, Wallsend    | 1937          | 10. listopadu 1938 | srpen 1939        | Dne 23. ledna 1944 potopen u Anzia německými bombardéry Ju 88. |
| Javelin (F61)             | John Brown, Clydebank    | 1937          | 21. prosince 1938  | červen 1939       | Roku 1940 poškozen dvěma torpédy z německého torpédoborce Hans Lody. Opravován do ledna 1942. Vyřazen 1949.                                                               |
| Jersey (F72)              | White, Cowes             | 1937          | 26. září 1938      | duben 1939        | Dne 4. května 1941 potopen minou ve Vallettě ma Maltě. |
| Jervis (F00)              | Hawthorn Leslie, Hebburn | 1937          | 9. září 1938       | srpen 1939        | Vůdčí loď. Od roku 1946 cvičná loď, vyřazen 1949. |
| Juno (F46)                | Fairfield, Govan         | 1937          | 8. prosince 1938   | srpen 1939        | Dne 21. května 1941 potopen jižně od Kréty italským bombardérem CANT Z.1007.                                                                                              |
| Jupiter (F85)             | Yarrow, Scotstoun        | 1937          | 27. října 1938     | červen 1939       | Dne 28. února 1942 potopen japonským námořnictvem v bitvě v Jávském moři.                                                                                                 |
| Kandahar (F28)            | Denny, Dumbarton         | 1938          | 21. března 1939    | říjen 1939        | Dne 19. prosince 1941 u Tripolisu poškozen minou a druhý den potopen torpédoborcem Jaguar.                                                                                |
| Kashmir (F12)             | Thornycroft, Woolston    | 1937          | 4. dubna 1939      | říjen 1939        | Dne 23. května 1941 potopen u Kréty německými bombardéry Ju 87. |
| Kelly (F01)               | Hawthorn Leslie, Hebburn | 1937          | 25. října 1938     | srpen 1939        | Vůdčí loď. Dne 23. května 1941 potopen u Kréty německými bombardéry Ju 87.                                                                                                |
| Kelvin (F37)              | Fairfield, Govan         | 1937          | 19. ledna 1939     | listopad 1939     | Vyřazen 1949. |
| Khartoum (F45)            | Swan Hunter, Wallsend    | 1937          | 6. února 1939      | listopad 1939     | Dne 23. června 1940 poškozen v Rudém moři v souboji s italskou ponorkou Toriccelli. Vzniklý požár plavidlo zcela zničil.                                                  |
| Kimberley (F50)           | Thornycroft, Woolston    | 1938          | 1. června 1939     | prosinec 1939     | Vyřazen 1949. |
| Kingston (F64)            | White, Cowes             | 1937          | 9. ledna 1939      | září 1939         | Dne 11. dubna 1942 na Maltě těžce poškozen německým letectvem, převrátil se a nebyl neopraven.                                                                            |
| Kipling (F91)             | Yarrow, Scotstoun        | 1937          | 19. ledna 1939     | prosinec 1939     | Dne 11. května 1942 potopen ve východním Středomoří německými bombardéry Ju 88.                                                                                           |
| Napier (G97)              | Fairfield, Govan         | 1939          | 22. května 1940    | prosinec 1940     | Vůdčí loď. V letech 1941–1945 provozován australským námočnictvem jako HMAS Napier. Vyřazen 1956.                                                                         |
| Nepal (G25, ex Norseman)  | Thornycroft, Woolston    | 1939          | 4. prosince 1941   | květen 1942       | Vyřazen 1956. |
| Nestor (G02)              | Fairfield, Govan         | 1939          | 9. července 1940   | únor 1941         | Od února 1941 provozován australským námočnictvem jako HMAS Nestor. Dne 15. června 1942 potopen ve východním Středomoří německými bombardéry Ju 87.                       |
| Nizam (G38)               | John Brown, Clydebank    | 1939          | 4. července 1940   | leden 1941        | Vyřazen 1955. |
| Van Galen (G84, ex Noble) | Denny, Dumbarton         | 1939          | 17. dubna 1941     | únor 1942         | Při dokončení předán nizozemskému námořnictvu jako Van Galen. Vyřazen 1956.                                                                                               |
| Piorun (G65, ex Nerissa)  | John Brown, Clydebank    | 1939          | 7. května 1940     | 5. listopadu 1940 | Před dokončením předán polskému námořnictvu a přejmenován na Piorun. V srpnu 1946 vrácen Royal Navy a provozován jako Noble. Vyřazen 1955.                                |
| Nonpareil (G16)           | Denny, Dumbarton         | 1940          | 25. června 1941    | říjen 1942        | Před dokončením (květen 1942) předán nizozemskému námořnictvu jako Tjerk Hiddes, vyřazen 1951. Následně do roku 1961 provozován indonéským námořnictvem jako Gadjah Mada. |
| Norman (G49)              | Thornycroft, Woolston    | 1939          | 30. října 1940     | září 1941         | V letech 1941–1945 provozován australským námočnictvem jako HMAS Norman. Vyřazen 1958.                                                                                    |

## Konstrukce

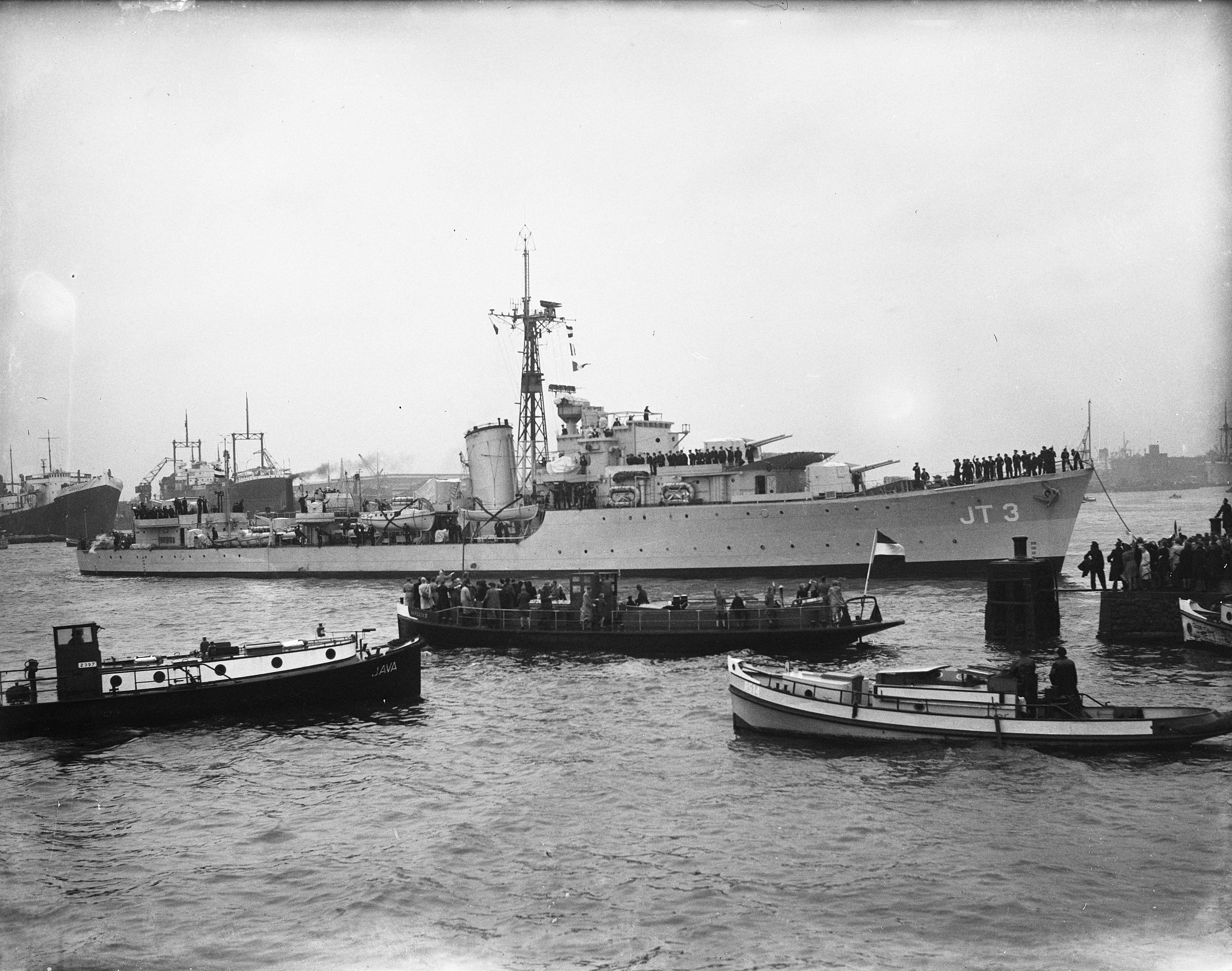
Van Galen

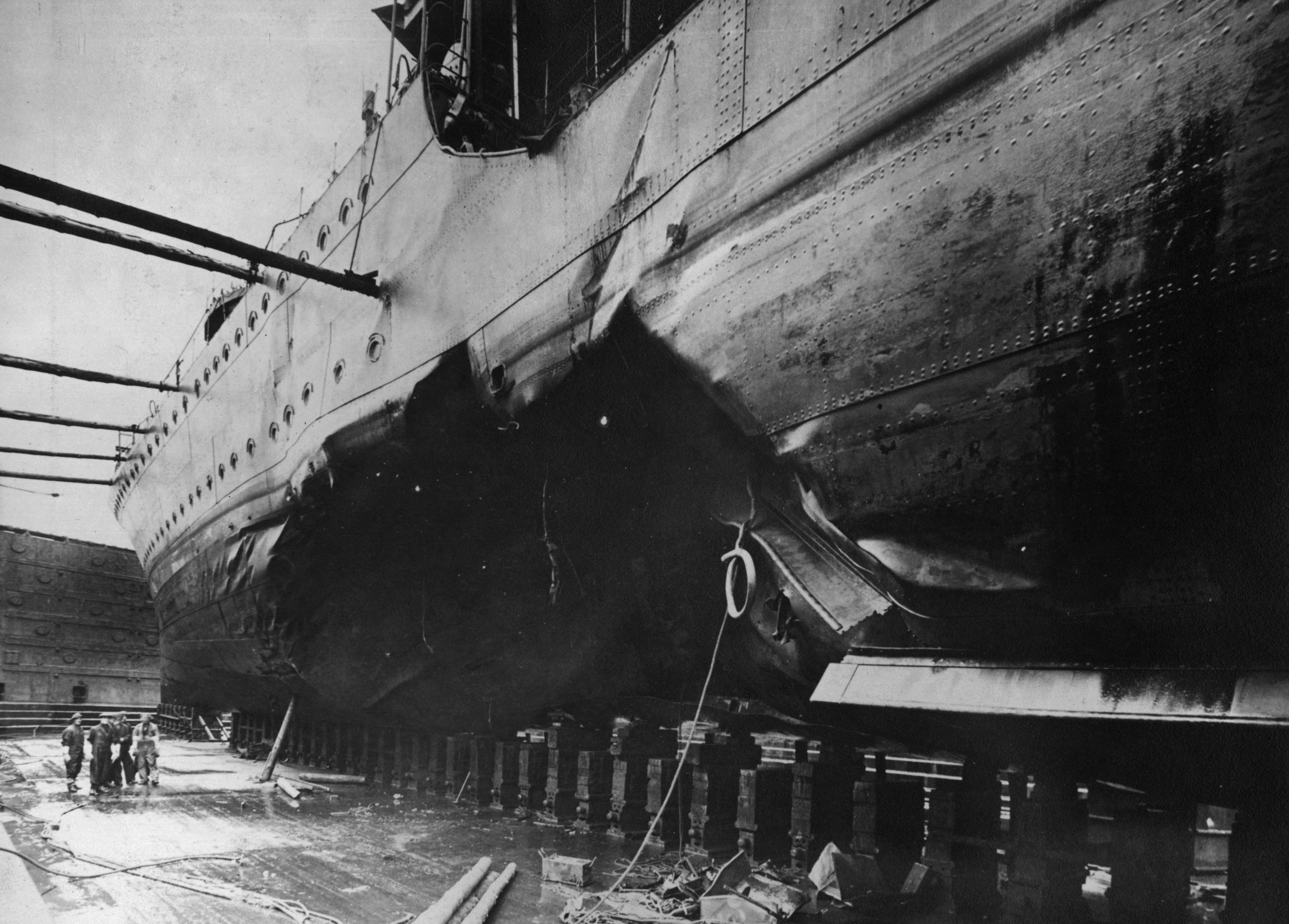
HMS Kelly poškozený torpédem

Výzbroj po dokončení tvořilo výzbroj šest dvouúčelových 120mm/45 kanónů QF Mk.XII, umístěných ve dvoudělových věžích, čtyři protiletadlové 40mm kanóny Pom-pom a dva pětihlavňové 533mm torpédomety pro torpéda Mk.IX. K napadání ponorek sloužila jedna skluzavka a dva vrhače hlubinných pum. Obvykle bylo neseno 45 hlubinných pom. Pohonný systém tvořily dva tříbubnové kotle Admiralty a dvě parní turbíny Parsons o výkonu 40 000 shp, pohánějící dva lodní šrouby. Nejvyšší rychlost dosahovala 36 uzlů.

### Modifikace
Během války byla zesilována jejich protiletadlová výzbroj. Například jeden torpédomet mohl nahradit 102mm kanón QF Mk.V HA. Dále byly instalovány až čtyři 40mm kanóny Bofors a až deset 20mm kanónů.

## Operační služba
Za druhé světové války bylo ztraceno šest jednotek třídy J, šest jednotek třídy K a jedna třídy N. Celkem tedy 13 torpédoborců.

## Zahraniční uživatelé
Indonésie
V letech 1951–1961 provozován torpédoborec Gadjah Mada (ex Tjerk Hiddes, ex Nonpareil). Vlajková loď námořnictva.
 Nizozemsko
Torpédoborce Noble a Nonpareil byly roku 1942 předány nizozemskému námořnictvu. Do služby byly přijaty jako Van Galen a Tjerk Hiddes. Vyřazeny do roku 1956.
 Polsko
Torpédoborec Nerissa byl ještě před dokončením v roce 1940 předán polskému námořnictvu. V letech 1940–1946 sloužil jako Piorun. Po válce byl vrácen.